# Sant Bartomeu de Prat de Comte
Sant Bartomeu de Prat de Comte és una obra del municipi de Prat de Comte (Terra Alta) inclosa en l'Inventari del Patrimoni Arquitectònic de Catalunya.

## Descripció
Església parroquial feta de maçoneria amb reforços de carreus a les cantonades i obertures. Consta d'una nau central amb capelles comunicades, volta de canó amb llunetes a la nau i d'aresta a les capelles, gallonada a la capçalera. Porta d'arc de mig punt dovellat centrada amb la nau, pilastres, fris llis, cornisa motllurada, pinacles, fornícula i òcul. Torre quadrangular de cantonades bisellades i el cos de campanes amb tres registres. Conjunt renaixentista-barroc de l'any 1650, aproximadament.

## Història
El 1640 les hostes franceses saquejaren el lloc.